# Gonzalo Camargo
Gonzalo Camargo, vollständiger Name Gonzalo Daniel Camargo Pintos, (* 16. Februar 1991 in Artigas) ist ein uruguayischer Fußballspieler.

## Karriere

### Verein
Der 1,74 Meter große, im Norden Uruguays geborene Defensivakteur Camargo, Sohn einer Fremdsprachenlehrerin, wuchs in Colonia auf und begann mit dem baby fútbol bei Otto Wolf. Anschließend war er beim örtlichen Verein Juventud aktiv. Im Alter von 14 Jahren erfolgte sein Wechsel zu Plaza Colonia. Nachdem er dort zwischenzeitlich in der Ersten Mannschaft gegen Uruguay Montevideo debütiert hatte und 2008 seine ersten Erstligaspiele absolviert hatte, hörte er nach Auseinandersetzungen mit seinem Berater Pablo Bentancur zunächst mit dem Fußball auf. Ein Jahr später führte sein Weg als 16-Jähriger nach einer Woche Probetraining zum Club Atlético Peñarol nach Montevideo. Über die zeitlichen Abläufe dieser Karrierephase existieren unterschiedliche bzw. widersprüchliche Angaben. Bei Peñarol, wo er 2009 debütierte, kam er unter anderem in der Partie um die Copa Bimbo des Jahres 2011 gegen Vélez Sarsfield zum Einsatz und wurde 2013 in den Freundschaftsspielen gegen Sporting Lissabon und Benfica Lissabon aufgestellt. In der Saison 2012/13 wurde er an Juventud ausgeliehen und absolvierte in dieser Spielzeit zwölf Spiele in der Primera División. Dabei erzielte er einen Treffer. Nach kurzzeitiger Rückkehr zu den Aurinegros folgte Anfang August 2013 eine erneute Ausleihe. Er schloss sich dem Erstligaaufsteiger Rentistas an, für den er in Apertura und Clausura der Saison 2013/14 je nach Quellenlage fünf oder sechs Ligapartien bestritt (kein Tor). Die Ausleihe des Spielers ist bis zum 31. Juli 2014 befristet. Anschließend war eine Rückkehr zum leihgebenden Verein Peñarol vorgesehen. Anfang August 2014 wurde er abermals ausgeliehen. Aufnehmender Verein ist dieses Mal der Erstligaaufsteiger Rampla Juniors. In der Saison 2014/15 wurde er dort nicht eingesetzt. Ab März 2015 spielte er dann ebenfalls auf Leihbasis beim Zweitligisten Club Sportivo Cerrito und bestritt bis Saisonende fünf Zweitligapartien (kein Tor). Sodann wechselte er Ende Juli 2015 zum Zweitligisten Boston River. Dort wurde er in der Spielzeit 2015/16 in 20 Zweitligaspielen (kein Tor) eingesetzt und stieg mit dem Klub auf. Im August 2016 schloss er sich dem Erstligisten Sud América an, für den er in der Saison 2016 zwölf Erstligapartien (ein Tor) absolvierte.

### Nationalmannschaft
2007 gehörte er zum erweiterten Kader der uruguayischen U-17-Nationalmannschaft und absolvierte jeweils ein Länderspiel gegen Ecuador, als er bei der Copa Sudamericana debütierte, und Chile. Im Jahr 2010 gehörte er ebenfalls zum erweiterten Kader der U-20. Für diese bestritt er im Folgejahr ein Länderspiel gegen Paraguay.